# Cosmethis rotundata
Cosmethis rotundata là một loài bướm đêm trong họ Geometridae.